# 買下星星的日子
《种下星星的日子》（日语：星をかった日）是日本動畫導演宮崎駿為三鷹之森吉卜力美術館製作片長約16分鐘的短篇動畫電影，在2006年1月3日於美術館內公開上映。

## 概要
動畫的世界觀改編自插畫家井上直久所描繪出異世界作品《伊巴拉度》。劇情內容原先是在井上直久與宮崎駿交談時、所聊到的想要創作的繪本內容，之後宮崎駿在完成2004年劇場動畫《霍爾的移動城堡》後，將井上直久先前所提到關於買下星星的故事製作成動畫。而在本作協助執導的賀川愛個人認為宮崎駿將自身一些年少的經驗、投入在劇中主角諾那身上。

## 故事劇情
「時間局」是一個嚴格監督人類使用時間方式的機構，為了逃離時間局的控制而離家出走的少年主角「諾那」，在鄉下遇見了神祕的女性「妮妮雅」，並與她開始在農場的新生活。
有一天，諾那在路上遇到一對外型如鼯鼠及青蛙的神祕流浪商人「史克佩羅」和「麥金索」，他們希望將販賣用的星星種子，交換諾那自己培育的蕪菁……。

## 製作

### 製作人員
- 原作：井上直久─《伊巴拉度物語》
- 導演・脚本：宮崎駿
- 演出動畫家：賀川愛
- 製作人：鈴木敏夫
- 美術監督：高松洋平
- 色彩設計：保田道世
- 數位作畫監督：片塰滿則
- 動畫檢查：館野仁美
- 攝影監督：奧井敦
- 音樂：都留教博、中村由利子
- 音效：笠松廣司
- 製作工作室：吉卜力工作室

### 配音演出
- 諾那：神木隆之介
- 妮妮雅：鈴木京香
- 史克佩羅：若山弦藏
- 麥金索：大泉洋

## 備註
- 在吉卜力美術館地下一樓的戲院「土星座」不定期上映。
- 備有聽覺障礙人士適用的字幕版本，每個小時播映1次。

## 外部連結
- 吉卜力美術館的《買下星星的日子》介紹，存於網際網路檔案館（日語）